# Кабанас (Ла-Корунья)
Кабанас (гал. Cabanas, ісп. Cabañas) — муніципалітет в Іспанії, у складі автономної спільноти Галісія, у провінції Ла-Корунья. Населення — 3336 осіб (2009).
Муніципалітет розташований на відстані близько 499 км на північний захід від Мадрида, 18 км на схід від Ла-Коруньї.

## Демографія
Динаміка населення (INE ):

## Галерея зображень

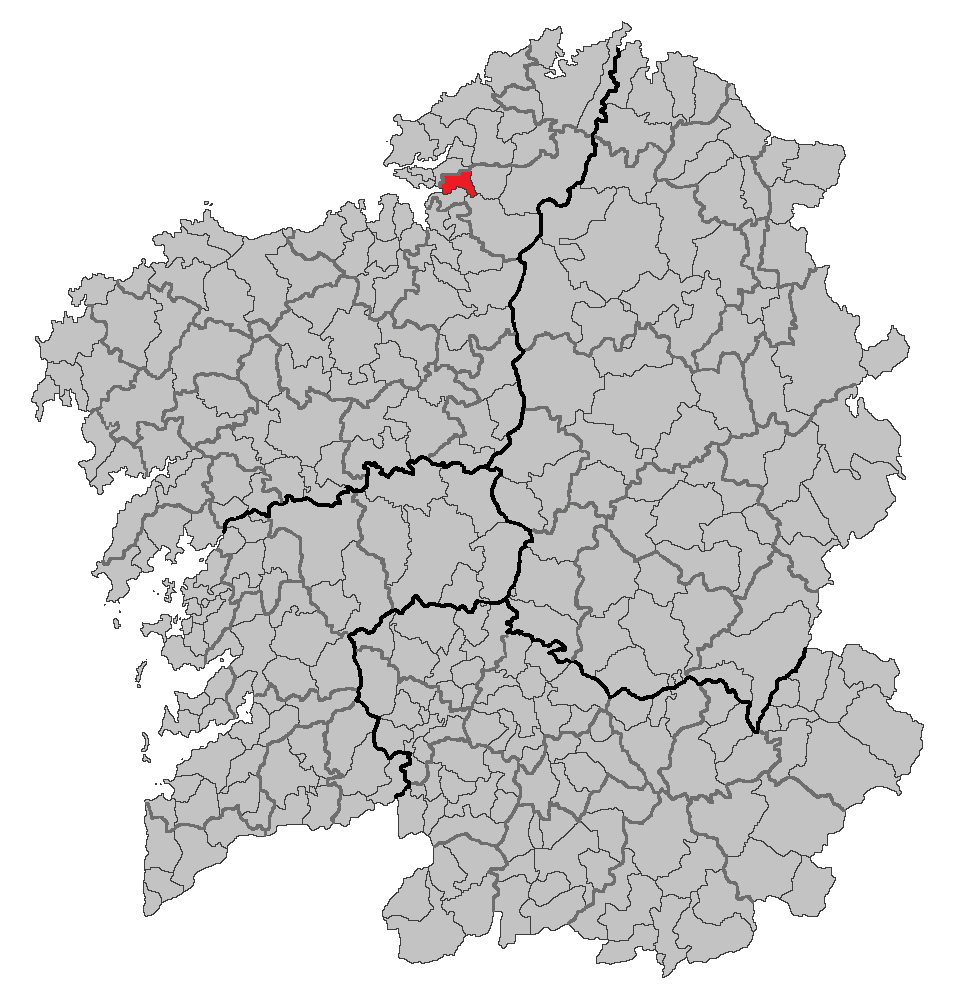
Розташування муніципалітету